# 利索沃德 (村莊)
49°10′17″N 26°27′33″E / 49.17139°N 26.45917°E
利索沃德（羅馬化：Lisovody）是位於烏克蘭西部的村莊，由赫梅利尼茨基州裡赫梅利尼茨基區的霍羅多克市鎮負責管轄。該村始建於1559年，面積4.33平方公里，海拔高度314米，2001年人口2,978，人口密度每平方公里688.6人。